# Grutas de Han
Las grutas de Han o grutas de Han-sur-Lesse (en francés: Grottes de Han; Grottes de Han-sur-Lesse) son unas cuevas y una gran atracción turística de Bélgica (alrededor de medio millón de visitantes al año), ubicadas en las afueras de la localidad de Han-sur-Lesse.
Las cuevas son el resultado de la erosión subterránea de una colina de piedra caliza por el río Lesse. El río se abre camino en la colina a una distancia de más de un kilómetro en línea recta. Las cuevas tienen una temperatura constante de 13 °C y un alto nivel de humedad. El acceso sólo es posible a través de un tranvía de época, un remanente del sistema nacional de tranvías, una vez extensa, que sale desde el centro de Han-sur-Lesse. La entrada a las cuevas está a unos 2 km del pueblo. La visita guiada dura aproximadamente de una hora a una hora y media e incluye un espectáculo de luz y sonidos en una de las mayores cámaras de la cueva, con un final donde se realiza un disparo de cañón para demostrar las propiedades acústicas de la cueva.

## Galería de imágenes

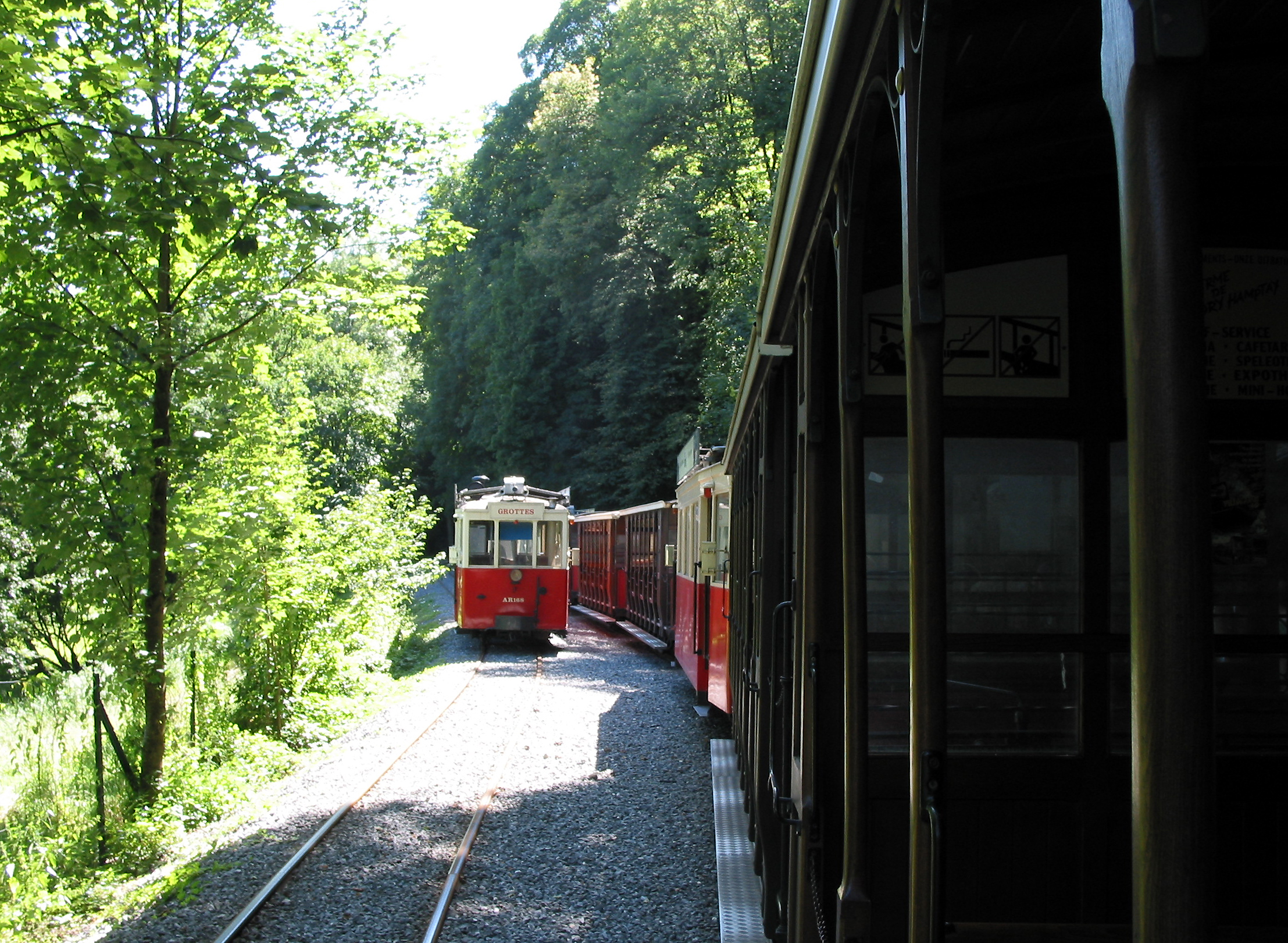
El tranvía de acceso
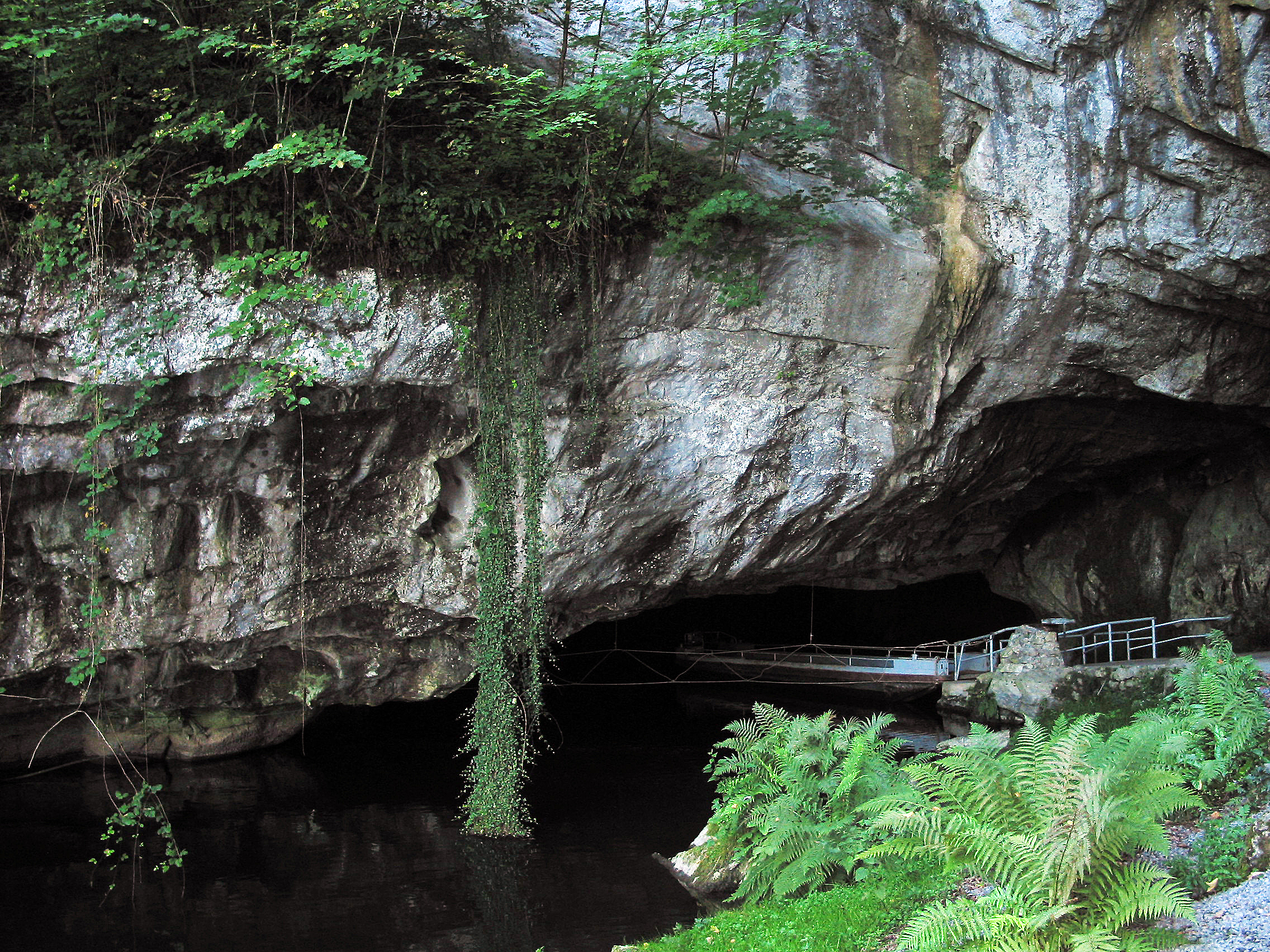
Exsurgencia del Lesse.
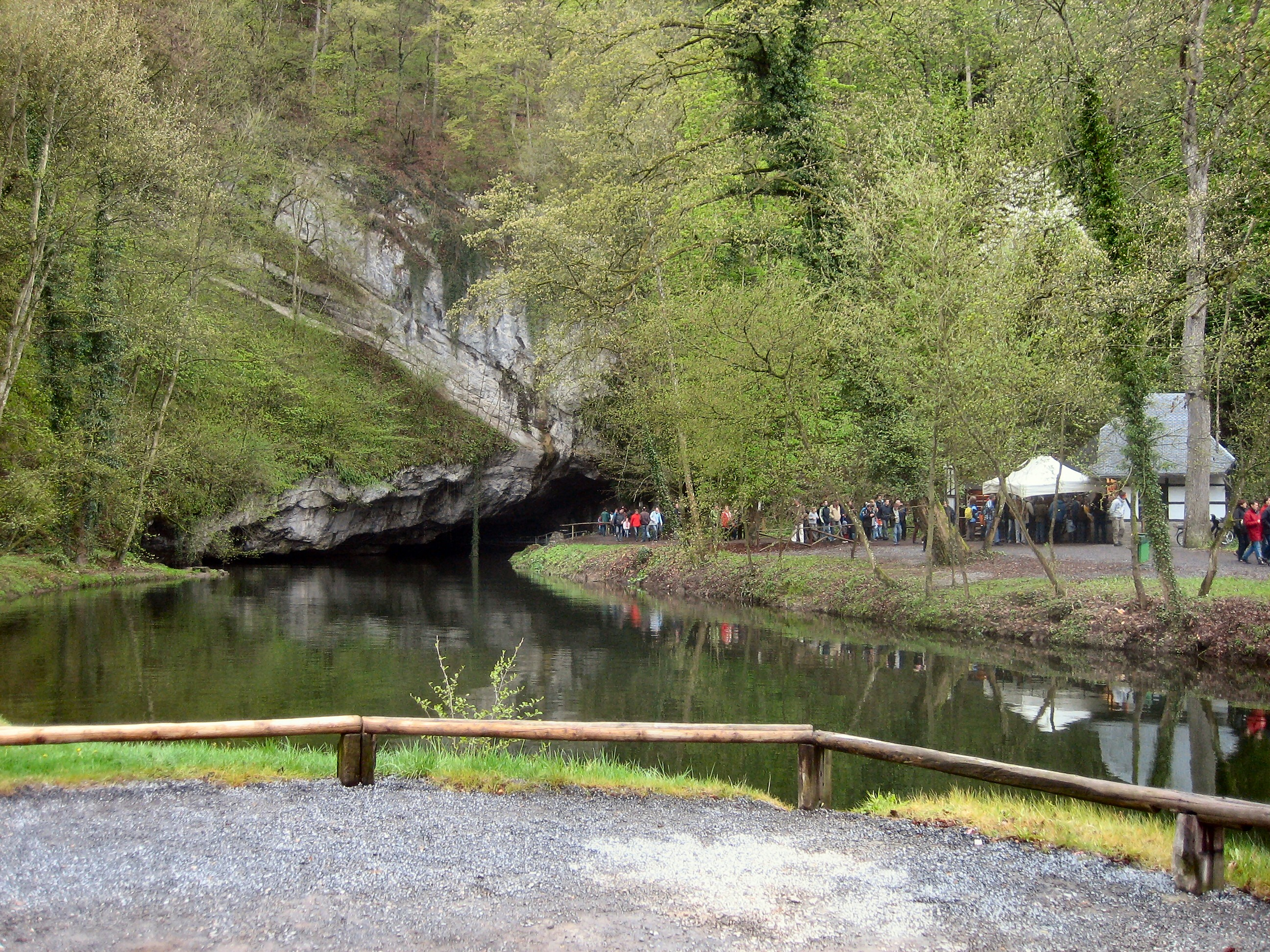
La salida de las grutas

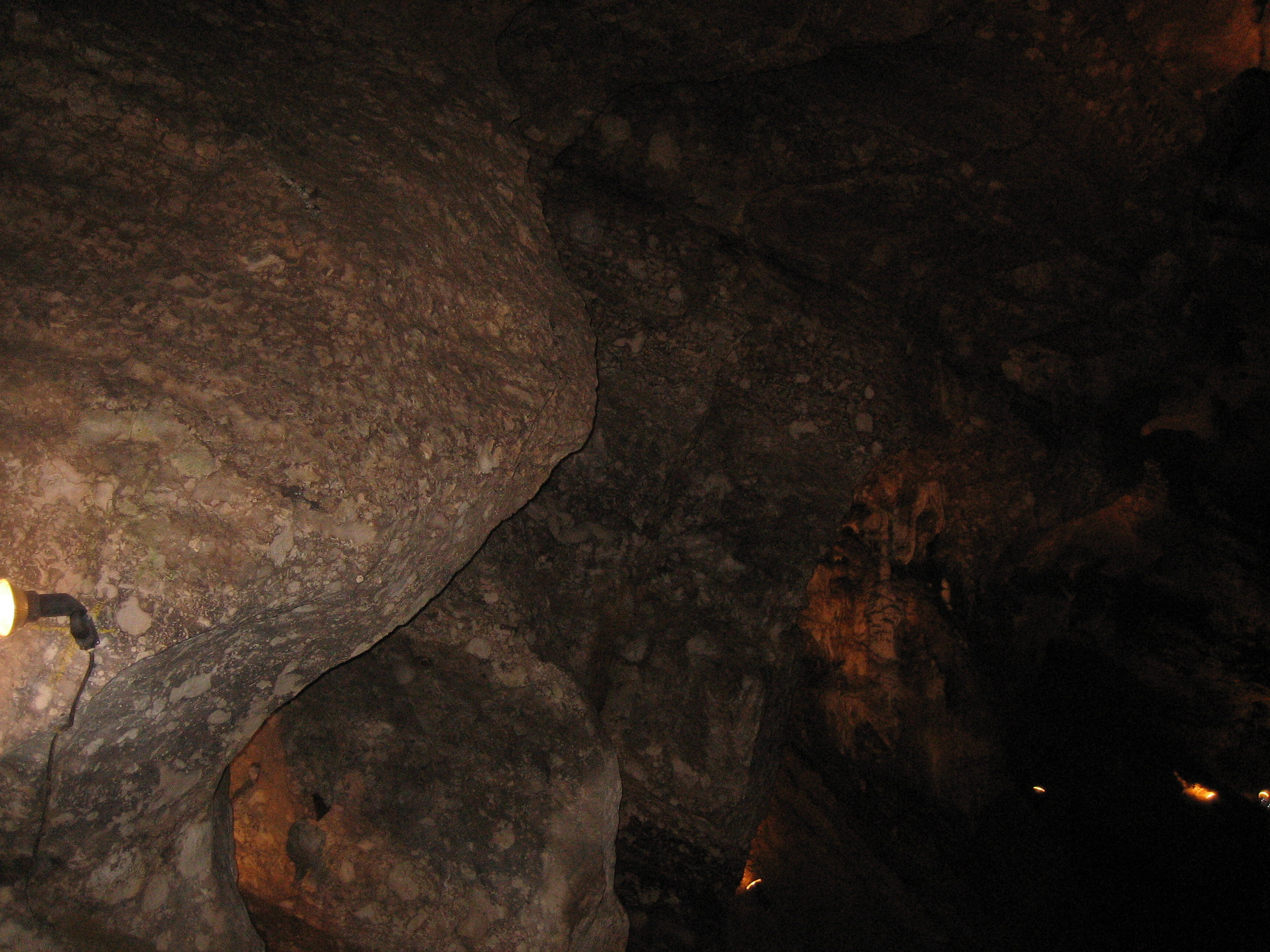
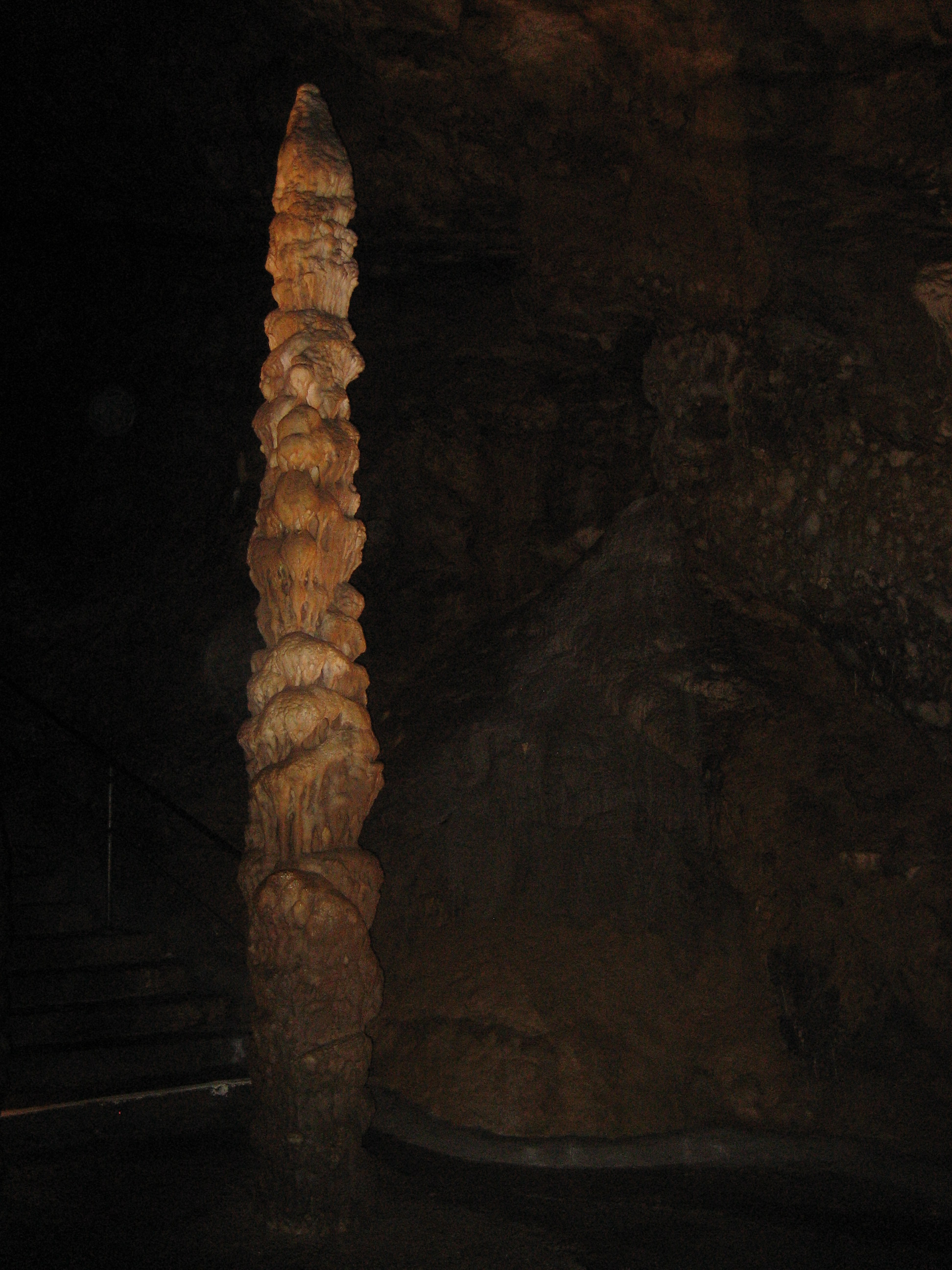
La Tour de Pise
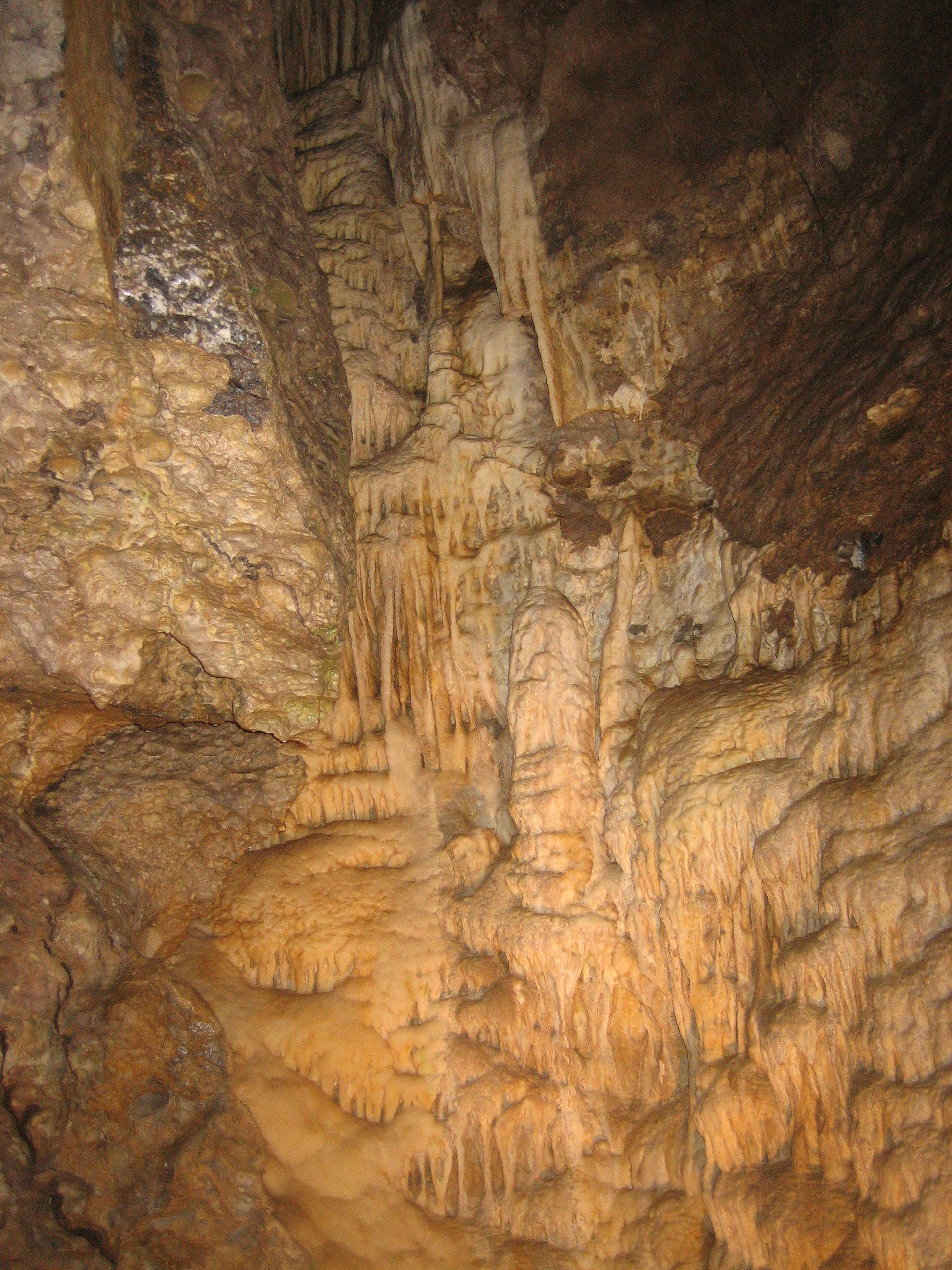
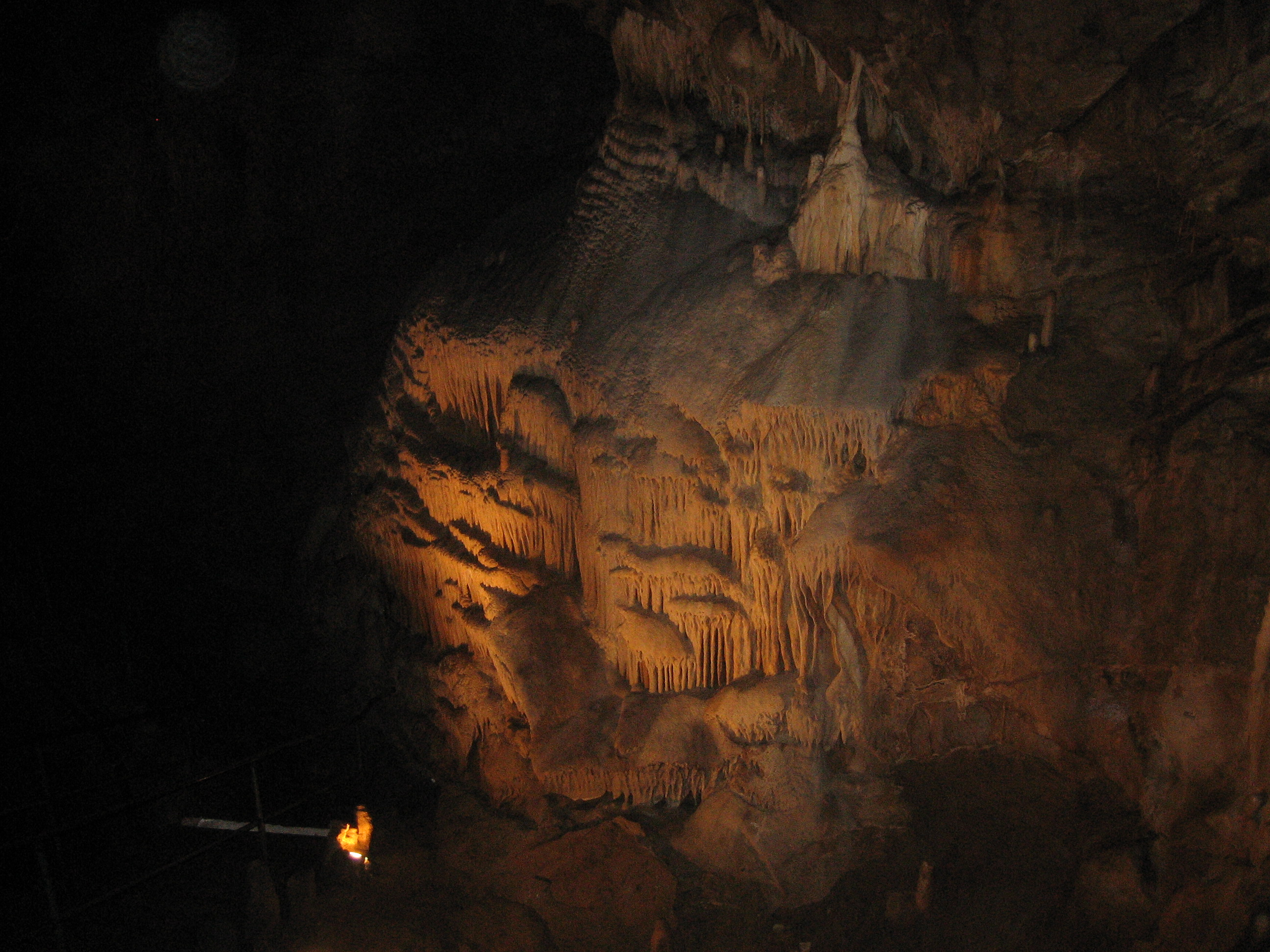